# Cloisters Cross

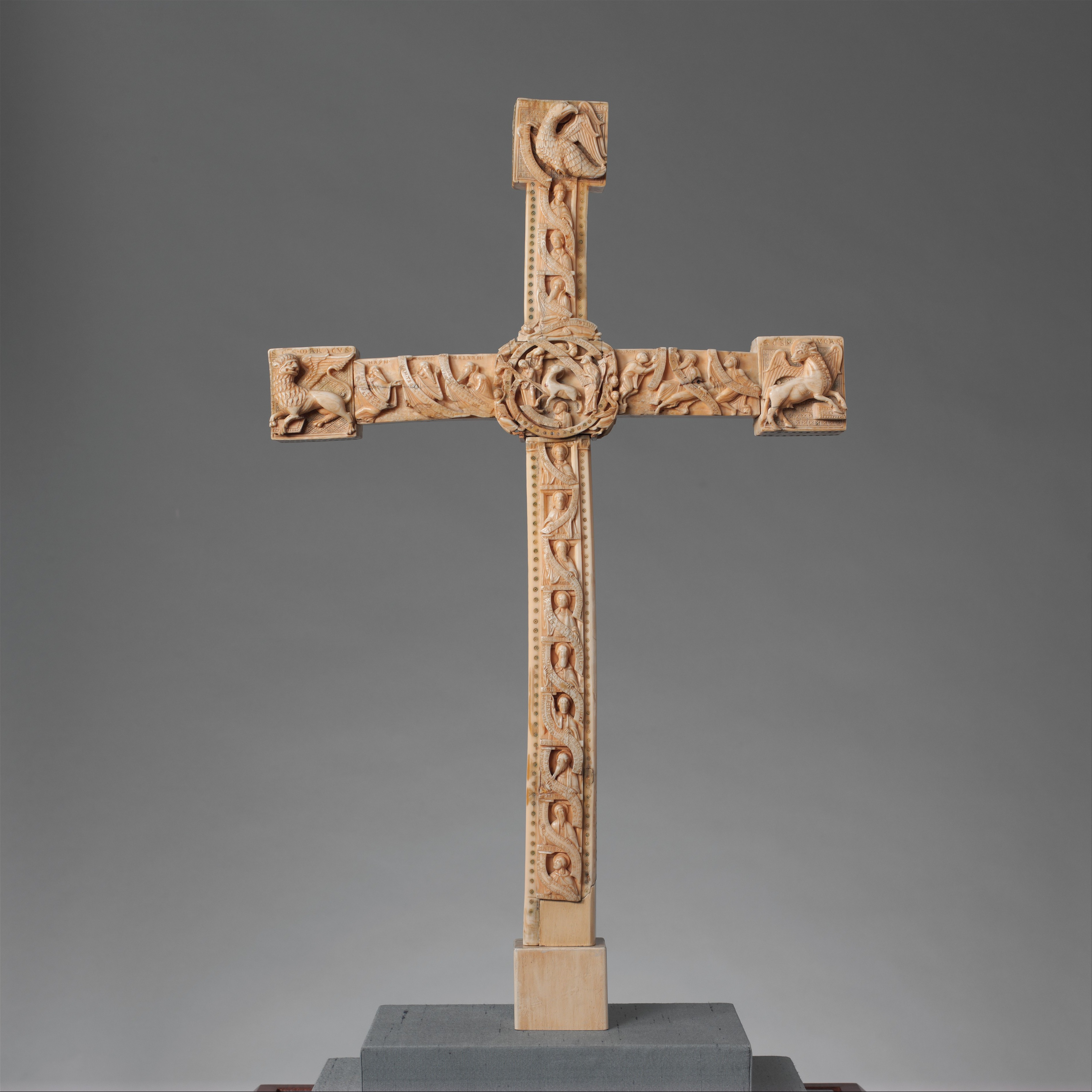
La Croix des Cloîtres (57,5 × 36,2 cm).

La Cloisters Cross (Croix des Cloîtres), également appelée croix de Bury St Edmunds, est une croix d'autel romane en ivoire complexe du XIIe siècle. Elle est conservée dans le bâtiment The Cloisters (Les Cloîtres), à qui elle doit son nom, et fait partie du Metropolitan Museum of Art de New York. La croix est taillée dans de l'ivoire de morse.

## Description
Les sculptures qui couvrent les faces avant et arrière comprennent quatre-vingt-douze figures finement sculptées et quatre-vingt-dix-huit inscriptions. Les figures, dont chacune ne mesure qu'environ un demi-pouce de hauteur, illustrent un certain nombre de scènes bibliques et, au verso, un certain nombre de prophètes de l'Ancien Testament avec des phylactères contenant des citations de leurs livres. Il y a un débat sur la question de savoir si ces inscriptions sont choisies ou non avec une intention antisémite. Le site Web du Metropolitan Museum of Art indique actuellement : « Parmi les inscriptions figurent plusieurs invectives fortes contre les Juifs. Bien qu'il soit impossible de savoir précisément qui a commandé cette pièce et dans quel but, la croix offre certainement une indication de l'antisémitisme répandu en Angleterre à cette époque. À la fin du XIIIe siècle, les Juifs ont été expulsés du pays. Ce thème a été développé dans un livre de Thomas Hoving, le conservateur impliqué lorsque le musée a acquis la croix, et plus tard son directeur.
Parker et Little ne sont pas d'accord avec Hoving et pensent qu'il est douteux que la croix, un objet théologique sophistiqué, ait été spécifiquement conçue dans le but de fustiger ou de convertir tout membre de la petite population juive en Angleterre au milieu du XIIe siècle.
Le sculpteur n'est pas connu. Thomas Hoving, qui a géré l'acquisition de la croix alors qu'il était conservateur associé à The Cloisters, a conclu qu'elle avait été sculptée par Maître Hugo à l'abbaye de Bury St Edmunds dans le Suffolk. Cependant, au-delà des affinités stylistiques, il n'y a aucune preuve certaine suggérant que la croix ait même été fabriquée en Angleterre; bien que cela soit accepté par la plupart des chercheurs, d'autres lieux d'origine tels que l'Allemagne ont été proposés.

## Histoire
L'histoire de la croix avant son acquisition par le collectionneur d'art croate Ante Topić Mimara (1898–1987) est inconnue. Il l'a vendu au Metropolitan Museum en 1963. Le British Museum était également désireux d'acheter la croix, mais a finalement refusé, car Topić Mimara a fermement refusé de fournir la preuve qu'il avait le droit de vendre la croix. Hoving se serait assis en buvant du café avec Topić Mimara jusqu'après minuit le soir où l'option du British Museum a expiré, et il a acheté la croix immédiatement après pour 200 000 £.

## Littérature
- Thomas Hoving, roi des confesseurs. Simon & Schuster. New York : 1981.
- Thomas Hoving, roi des confesseurs : une nouvelle évaluation. cybereditions.com. Christchurch, Nouvelle-Zélande : 2001.
- Elizabeth C. Parker & Charles T. Little, La Croix du Cloître. The Metropolitan Museum of Art, New York. New York : 1994, PDF complet en ligne de MMA